# Szokolyi Alajos
Szokolyi Alajos vagy Szokoly Alajos (szlovákul: Alojz Sokol) (Rónicz, 1871. június 19. – Bernece, 1932. szeptember 9.) olimpiai bronzérmes atléta, sportmecénás. Több forrás szerint ő volt Magyarország első olimpiai érmes sportolója.

## Életpályája
Hároméves korától keresztapja (Schőn Alajos) ipolysági házában nevelkedett, és itt járta az elemi iskolát. Gimnáziumi tanulmányait Besztercebányán kezdte, a III-VIII. osztályokat pedig 1883-tól Léván, a piarista gimnáziumban végezte, ahol 1889-ben érettségizett. Az ipolysági réten készült a versenyekre. A budapesti egyetem orvosi karán tanult, amikor 1890-ben a Magyar AC tagja lett.
Háromszoros magyar csúcstartó, 1896-ban Magyarország és Csehország 100 yardos síkfutóbajnoka. Az 1896-os athéni olimpián 100 méteres síkfutásban harmadik, hármasugrásban pedig negyedik helyezett lett.
Ő kezdeményezte 1897-ben a Magyar Atlétikai Szövetség (eredeti nevén Magyar Athletikai Szövetség) megalapítását, számos sportegyesület alapító tagja, és az Országos Torna- és Sportbizottság titkára volt. Az 1920-as években a Magyar Atlétikai Szövetség társelnökeként tevékenykedett, az ő kezdeményezésére jött létre a Magyar Olympiai Társaság.
Hont vármegye főlevéltárosa volt. Az első világháború után birtokára vonult vissza. Bernecei kastélyát valóságos sportmúzeummá alakította.

## Emlékezete
- Szülőfalujában a tiszteletére maratoni versenyt rendeznek.